# Fotonová éra
Ve fyzikální kosmologii byla fotonová éra obdobím ve vývoji raného vesmíru, ve kterém fotony dominovaly celkové energii vesmíru. Fotonová éra začala poté, kdy došlo k anihilaci většiny leptonů a antileptonů na konci leptonové éry, asi 10 sekund po Velkém třesku. Atomová jádra byla vytvořena v procesu nukleosyntézy, k níž došlo během prvních několika minut fotonové éry. Pro zbytek fotonové éry vesmír obsahoval horké husté plazma tvořené jádry atomů, elektrony a fotony. 379 000 let po Velkém Třesku teplota vesmíru klesla natolik, že se jádra mohla kombinovat s elektrony za vzniku neutrálních atomů. Výsledkem bylo, že fotony již neinteragovaly s hmotou, vesmír se stal průhledným, bylo vytvořeno reliktní záření a později došlo ke vzniku prvních struktur.

## Další literatura
- Allday, Jonathan (2002). Kvarky, leptony a Velký třesk (Quarks, Leptons and the Big Bang (Second ed.)). Institute of Physics Publishing. ISBN 978-0-7503-0806-9.